# Gassville (Arkansas)
Gassville est une municipalité du comté de Baxter, dans l’État de l'Arkansas aux États-Unis.

## Démographie
| 1910 | 1920 | 1930 | 1940 | 1950 | 1960 |
| ---- | ---- | ---- | ---- | ---- | ---- |
| 198  | 191  | 227  | 228  | 273  | 233  |

| 1970 | 1980 | 1990  | 2000  | 2010  | - |
| ---- | ---- | ----- | ----- | ----- | - |
| 434  | 859  | 1 167 | 1 706 | 2 078 | - |